# Hallsville (Teksas)
Hallsville – miasto w Stanach Zjednoczonych, w stanie Teksas, w hrabstwie Harrison.